# PGC 1628
LEDA/PGC 1628 ist eine Spiralgalaxie im Sternbild Andromeda am Nordsternhimmel. Sie ist schätzungsweise 458 Millionen Lichtjahre von der Milchstraße entfernt und hat einen Durchmesser von etwa 45.000 Lichtjahren. Vom Sonnensystem aus entfernt sich das Objekt mit einer errechneten Radialgeschwindigkeit von näherungsweise 10.000 Kilometern pro Sekunde.
Im selben Himmelsareal befinden sich unter anderem die Galaxien HGC 1, PGC 1739444, PGC 1744535, PGC 1755705.